# Formation de Santa Marta
Ne doit pas être confondu avec Formation de Santa Maria.
La formation de Santa Marta est une formation géologique du Crétacé supérieur, située en Antarctique. Celle-ci, avec la formation de l'île Snow Hill et la formation de Hanson, est l'une des formations connues sur le continent où les fossiles de dinosaures ont été trouvés. La formation affleure sur l'île James Ross au large de la pointe nord de la péninsule Antarctique. Dans son ensemble, la formation de Santa Marta a une épaisseur moyenne d'un kilomètre,.